# Gnuplot
gnuplot é um programa de linha de comando que pode plotar os gráficos de funções matemáticas em duas ou três dimensões, e outros conjuntos de dados. O programa pode ser executado na grande maioria dos computadores e sistemas operacionais (Linux, UNIX, Windows, Mac OS X…). Ele é um programa com uma longa história, datando de antes de 1986. Este software não é distribuido sob a licença GPL.
gnuplot pode gerar saídas diretamente na tela, ou em muitos formatos de arquivos gráficos, incluindo PNG, EPS, SVG, JPEG e muitos outros. Ele também é capaz de produzir código LaTeX que possa ser incluído diretamente nos documentos LaTeX, fazendo uso de fontes LaTeX e poderosas habilidades com fórmulas. O programa pode ser usado tanto interativamente quanto através de scripts em lote (batch mode). Para um script de exemplo e sua saída, veja esta espiral logarítmica. O programa é bem suportado e documentado. Ajuda extensiva pode ser encontrada na internet
O gnuplot é o programa gerador de gráficos do GNU Octave, Maxima e gretl, e pode ser usado a partir de várias linguagens de scripts, incluindo Perl (via CPAN), Python (via Gnuplot-py e SAGE), Ruby (via rgnuplot) e Smalltalk (Squeak e GNU Smalltalk). Este programa é desenvolvido em C.

## Licença
Apesar do nome, o gnuplot não é parte nem relacionado ao sistema GNU (por isso a escolha por utilizar letra 'g' minúscula) e ele não é distribuído sob a GLP. No entanto, alguns pacotes GNU utilizam gnuplot.
O título deste programa foi originalmente escolhido para evitar conflitos com um programa chamado "newplot", e foi originalmente um compromisse entre "llamaplot" e "nplot"
O programa é distribuído sob uma licença que permite apenas copiar e modificar o código fonte. No entanto, versões modificadas só podem ser distribuídas como arquivos Patch.

## Exemplos de código
O gnuplot pode ser usado para exibir gráficos de funções matemáticas. Um exemplo simples é o gráfico da função seno. O comando
```
plot
 
sin
(
x
)

```

resulta no gráfico abaixo:

Gráfico da função seno.

Outro exemplo simples é o gráfico da função gaussiana. No gnuplot ela pode ser ser definida como:

Gráfico da função gaussiana para, e.

```
f
(
x
,
a
,
b
,
c
)
 
=
a
*
exp
(
-
(
x
 
-
 
b
)
**
2
/
(
2
*
c
**
2
))

```

cujo gráfico para {\displaystyle a=1}, {\displaystyle b=0} e {\displaystyle c=1} é criado usando o comando
```
plot
 
f
(
x
,
1
,
0
,
1
)

```

que resulta no gráfico abaixo:

## Estilos de gráficos
O gnuplot suporta vários estilos de exibição de dados e funções: pontos, linhas, barras, círculos, vetores, strings, etc.. Alguns exemplos são mostrado abaixo:

## Exemplo completo
Suponha que você tem um arquivo de texto chamado arquivo_dados.txt com o seguinte conteúdo:
```
#Grupos		Param1  Erros1	Param2  Erros2	Param3  Erros3	Param4  Erros4
Grupo 1		1.0		0.1		2.0		0.2		3.0		0.3		4.0		0.4
Grupo 2		2.0		0.1		3.0		0.2		4.0		0.3		5.0		0.4
Grupo 3		3.0		0.1		4.0		0.2		5.0		0.3		6.0		0.4
Grupo 4		4.0		0.1		5.0		0.2		6.0		0.3		7.0		0.4
Grupo 5		5.0		0.1		6.0		0.2		7.0		0.3		8.0		0.4
```

O arquivo contem dados de cinco grupos (Grupo 1 a Grupo 5) de quatro parâmetros (Param1 a Param4) além dos erros associados (Erros1 a Erros4). Para criar um gráfico com esses dados podemos usar o código abaixo:
```
reset

set
 
encoding
 
utf8

set
 
terminal
 
svg
 
size
 
640
,
480
 
background
 
rgb
 
'white'
 
font
 
',12'

set
 
output
 
'Histograma_com_barras_de_erros.svg'

set
 
key
 
left
 
Left
 
reverse

set
 
tics
 
out
 
nomirror

set
 
datafile
 
separator
 
tab

set
 
style
 
line
 
1
 
lc
 
rgb
 
'#006837'

set
 
style
 
line
 
2
 
lc
 
rgb
 
'#31a354'

set
 
style
 
line
 
3
 
lc
 
rgb
 
'#78c679'

set
 
style
 
line
 
4
 
lc
 
rgb
 
'#c2e699'

set
 
style
 
line
 
5
 
lc
 
rgb
 
'#ffffcc'

set
 
xrange
 
[
-0
.6
:
4.6
]

set
 
yrange
 
[
0
:
10
]

set
 
title
 
'{/=18:Bold Histograma com barras de erros}'

set
 
style
 
data
 
histograms

set
 
style
 
histogram
 
errorbars
 
gap
 
1
 
linewidth
 
1

set
 
style
 
fill
 
transparent
 
solid
 
1
 
border
 
lt
 
-1

plot
 
\

    
newhistogram
 
,
\

    
'arquivo_dados.txt'
 
using
 
2
:
3
:
xtic
(
1
)
 
linestyle
 
1
 
title
 
'Parâmetro 1'
 
,
\

    
'arquivo_dados.txt'
 
using
 
4
:
5
:
xtic
(
1
)
 
linestyle
 
2
 
title
 
'Parâmetro 2'
 
,
\

    
'arquivo_dados.txt'
 
using
 
6
:
7
:
xtic
(
1
)
 
linestyle
 
3
 
title
 
'Parâmetro 3'
 
,
\

    
'arquivo_dados.txt'
 
using
 
8
:
9
:
xtic
(
1
)
 
linestyle
 
4
 
title
 
'Parâmetro 4'

```

que produz